# Ratón marsupial

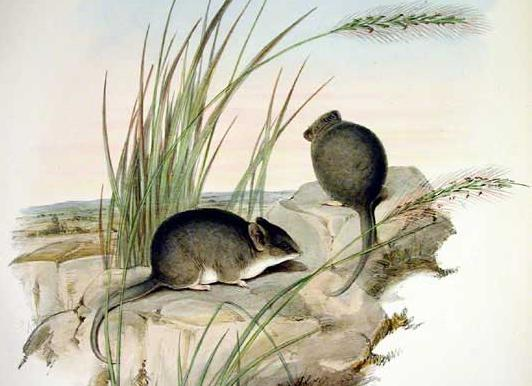
Ratón marsupial de cara rayada.

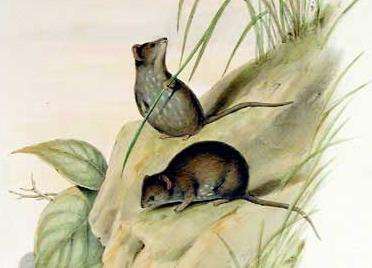
Ratón marsupial pigmeo.

Se conocen como ratones marsupiales a diferentes especies de mamíferos marsupiales de la familia Dasyuridae. El término no tiene ningún significado taxonómico, ya que bajo esta denominación se incluyen especies de subfamilias distintas.
No tienen ninguna relación con los ratones, que son mamíferos placentarios del orden de los roedores. El nombre alude a una semejanza superficial, ya que se trata de animales pequeños, con una cola larga orejas pequeñas y hocico estrecho. Muchos ni siquiera comparten el mismo nicho ecológico, ya que son básicamente insectívoros.

## Especies
Subfamilia Dasyurinae
- Género Antechinus - ratones marsupiales dentones o antequinos

Antechinus adustus
Antechinus agilis
Antechinus bellus
Antechinus flavipes
Antechinus godmani
Antechinus leo
Antechinus minimus
Antechinus stuartii
Antechinus subtropicus
Antechinus swainsonii
Subfamilia Sminthopsinae
- Género Sminthopsis

Sminthopsis aitkeni
Sminthopsis archeri
Sminthopsis bindi
Sminthopsis boullangerensis
Sminthopsis butleri
Sminthopsis crassicaudata
Sminthopsis dolichura
Sminthopsis douglasi
Sminthopsis fuliginosus
Sminthopsis gilberti
Sminthopsis granulipes
Sminthopsis griseoventer
Sminthopsis hirtipes
Sminthopsis leucopus
Sminthopsis longicaudata
Sminthopsis macroura
Sminthopsis murina
Sminthopsis ooldea
Sminthopsis psammophila
Sminthopsis virginiae
Sminthopsis youngsoni
- Género Antechinomys

Antechinomys laniger
- Género Planigale

Planigale maculata
Planigale gilesi
- Datos: Q6100681